# 박진 (골프 선수)
박진(1979년 10월 12일~)은 대한민국의 골프 선수이다.